# Lentiai
Lentiai est une ancienne commune italienne de la province de Belluno dans la région Vénétie en Italie. Elle a fusionné le 30 janvier 2019 avec les municipalités de Trichiana et Mel pour former Borgo Valbelluna.
C'est la cité natale, en 1953, de l'athlète italienne de demi-fond et de fond Agnesse Possamai, plusieurs fois sur les podiums des championnats européens.

## Administration
| Période                                  | Période | Identité | Étiquette | Qualité |
| ---------------------------------------- | ------- | -------- | --------- | ------- |
|                                          |         |          |           |         |
| Les données manquantes sont à compléter. |         |          |           |         |